# Cornelius Alvin Smith
Sir Cornelius Alvin Smith (Long Island, 7 aprile 1937) è un politico bahamense, governatore generale delle Bahamas dal 2019 al 2023.

## Biografia
Ha servito in precedenza come ambasciatore negli Stati Uniti d'America a partire dal 2008. È stato anche Ministro dei trasporti e dell'aviazione delle Bahamas. Nel 2018 ha giurato come vice-governatore generale delle Bahamas, mentre nel giugno 2019 ha giurato come governatore, succedendo a Marguerite Pindling. È rimasto in carica fino all'agosto 2023.